# Епархия Лизьё
Епархия Лизьё — (лат. Dioecesis Lexoviensis, фр.  Diocèse de Lisieux) — прежняя епархия в составе архиепархии-митрополии Руана Римско-католической церкви во Франции.

## История
Епархия была создана на землях, в период римского завоевания населенных галльским племенем лексовиев. Их столица Новиомаг Лексовиев (ныне Лизьё) стала центром диоцеза. Святыми покровителями епархии были апостолы Петр и Павел.
Районы нынешних Се, Кутанса, Авранша и Лизьё были христианизированы позднее других областей Нормандии, между 410 и 538 годами, и первый достоверно известный епископ Лизьё Теодебальд упоминается в 538 году, как участник Третьего Орлеанского собора.
Епархия была упразднена после подписания конкордата 1801 года. Буллой папы Пия VII Qui Christi Domini от 29 ноября 1801 часть ее территории вошла в состав епархии Байё.
12 июня 1855 папским бреве Пия IX и декретом Наполеона III титул епископа Лизьё был восстановлен и передан епископам Байё.

## Ординарии епархии
- Теодебальд (Тибо), упом. между 538 и 549
- Этерий, ок. 560
- Лаунебальд, ок. 650
- Игге, ок. 658
- Леодебольд (Леудебольд), ок. 663
- Фрекульф, ок. 824 — ок. 852
- Гайрард (Айрард), 863—876
- Рогерий (Роже), ранее 980—1020
- Роберт, ок. 1024—1026
- Герберт, 1026—1049
- Гуго д’Э, 1050—1077
- Жильбер Мамино, 1077—1101
- Фульхерий (Фуше), 1101—1102
- Жан I, 1107—1141
- Арнуль, 1141—1182
- Рауль де Варневиль, 1182—1193
- Гийом I де Рюпьер, 1193—1201
- Журден дю Омме, 1202—1218
- Гийом II де Пон-де-л'Арш, 1218—1250
- Фульк Дастен, 1250—1266
- Ги I дю Мерль, 1267—1285
- Гийом III д'Аньер, 1285—1298
- Жан II де Самуа, 1298—1302
- Ги II де Аркур, 1303—1336
- Гийом IV де Шармон, 1336—1349
- Гийом V Гитар, 1349—1358
- Жан III де Дорман, кардинал, 1358—1360
- Адемар Робер, 1360—1368
- Альфонс Шеврье, 1368—1377
- Николь Орем, 1377—1382
- Гийом VI д'Эстутвиль, 1382—1414
- Пьер I Френель, 1415—1418
- Матье дю Боск, 1418
- Бранда Кастильони, кардинал, 1420—1424
- Дзаноне Кастильони, 1424—1432
- Пьер II Кошон, 1432—1442
- Паскье де Во, 1443—1447
- Тома Базен, 1447—1474
- Антуан Рагье, 1474—1482
- Этьен Блоссе де Карруж, 1482—1505
- Жан IV Ле-Венёр де Тийер, кардинал, 1505—1539
- Жак д'Аннебо, кардинал, 1539—1558
- Жан V Эннюэ, 1560—1578
- Жан VI де Вассе, 1580—1583
- Анн де Перюсс де Кар де Живри, кардинал, 1585—1598
- Франсуа Руксель де Медави, 1598—1617
- Гийом VII Дю Вер, 1617—1621
- Гийом VIII Алом, 1622—1634
- Филипп Коспеан, 1635—1646
- Леонор I Гойон де Матиньон, 1646—1677
- Леонор II Гойон де Матиньон, 1677—1714
- Анри-Иньяс де Бранкас, 1715—1760
- Жак-Мари де Карита де Кондорсе, 1761—1783
- Жюль-Базиль Феррон де Ла-Ферроне, 1783—1799, последний епископ Лизьё